# 2000年中國足球乙級聯賽
2000年中国足球乙级联赛是中国足协1994年职业化后举行的第7届比赛。

## 赛制
25支参赛球队分为四个大区，进行第一阶段的比赛。第一阶段自5月6日至8月6日，进行双循环赛，每区排名前三的球队进入第二阶段的比赛。第二阶段中，十二支球队分为两组，双循环赛，每组的前四名进入第三阶段的比赛。第三阶段中，八支球队通过单场淘汰赛的方式决出冠、亚军，两支球队升入甲B。

## 决赛阶段比赛名次
| 名次 | 球队         |
| ---- | ------------ |
| 1    | 四川绵阳丰谷 |
| 2    | 天津立飞     |
| 3    | 广州白云山   |
| 4    | 上海有线02   |
| 5    | 长春叁一     |
| 6    | 辽宁青少     |
| 7    | 大连三德     |
| 8    | 浙江绿城     |